# Werwolf wider Willen
Werwolf wider Willen (Originaltitel The Boy Who Cried Werewolf) ist ein US-amerikanischer Fernsehfilm im Auftrag von Nickelodeon. Die Dreharbeiten fanden von 2008 bis 2010 in Vancouver statt. Die deutschsprachige Synchronisation entstand bei der EuroSync nach einem Dialogbuch von Mario von Jascheroff, der auch die Dialogregie übernahm. Die Erstausstrahlung am 23. Oktober 2010 auf Nickelodeon erreichte in den USA 5,80 Millionen Zuschauer. In Deutschland sollte der Film im Rahmen eines Victorious-Spezial am 15. Oktober 2011 gezeigt werden, entfiel aber kurzfristig. Am 31. Oktober 2011 wurde er dann gezeigt.

## Handlung
Seit dem Tod ihrer Mutter muss Jordan Sands sich um ihren Vater David und ihren jüngeren Bruder Hunter kümmern. Aufgrund finanzieller Probleme ziehen sie auf die Burg von Dragomir Vukovic in Wolfsberg, Rumänien, die sie geerbt haben. Als sie dort ankommen, werden sie schon von der geheimnisvollen Madame Varcolac erwartet. Durch einen Laborunfall verwandelt sich Jordan in einen Werwolf. Jordan ist fortan dunkel, behaart und für andere gefährlich. Dies verwirrt ihren Verehrer Goran, der ein junger, attraktiver Metzger ist, sehr. Jordan muss schnell einen Weg finden, um wieder sie selbst zu sein. Jedoch kommt sie dabei auch der fiesen Paulina in den Weg.

## Figuren
| Figur              | Darsteller       | Deutscher Sprecher        |
| ------------------ | ---------------- | ------------------------- |
| Jordan Sands       | Victoria Justice | Tanya Kahana              |
| Hunter Sands       | Chase Ellison    |                           |
| Paulina            | Brooke D’Orsay   | Britta Steffenhagen       |
| David Sands        | Matt Winston     | Boris Tessmann            |
| Goran              | Steven Grayhm    | Constantin von Jascheroff |
| Madame Varcolac    | Brooke Shields   | Melanie Pukaß             |
| Tiffany Whit       | Christie Laing   |                           |
| Debbie             | Valerie Tian     |                           |
| Cab Driver         | Ben Cotton       |                           |
| Ashley Edwards     | Andrea Brooks    |                           |
| Cort McCann        | Kerry James      | Sebastian Schulz          |
| Rob                | Cainan Wiebe     |                           |
| Ms. Carlsberg      | Anna Galvin      |                           |
| Igor Stanisklavsky | Alex Diakun      | Reinhard Kuhnert          |
| KC                 | Jillian Marie    | Josefin Hagen             |

Jordan Sandsist die Protagonistin des Filmes. Vor dem Laborunfall war sie ein normales und unbeliebtes Mädchen, dann mutierte sie zum Werwolf. Seit dem Tod ihrer Mutter übernimmt sie deren Rolle.
Hunter Sandsist Jordans kleiner Bruder. Er ist ein Unruhestifter und spielt gerne Streiche. Am Ende stellt sich heraus, dass er ein Werwolf ist und zur Werwolflinie der Vukovics gehört.
Paulinaist die Antagonistin des Films. Sie ist eine fiese und hinterhältige Vampirin, die sich mit David Sands nach dem Tod seiner Frau verabredet. Sie will Jordan und Hunter beseitigen, wie sie es schon bei Dragomir Vukovic getan hat.
David SandsJordans und Hunters Vater, der Paulina datet.
Goranist Metzger. Er ist in Jordan verliebt.
Madame Varcolacist die geheimnisvolle Hausmeisterin auf der alten Burg von Onkel Dragomir. Immer wenn jemand ihren Namen ruft, ertönt Wolfsgeheule.
Debbieist Jordans beste Freundin.
Tiffanyist das beliebteste und hinterhältigste Mädchen an Jordans Schule.

## Belege
1. 1 2  Werwolf wider Willen. In: Deutsche Synchronkartei. Abgerufen am 26. Oktober 2011.
2. ↑  Nickelodeon’s ‘The Boy Who Cried Werewolf ’Scores Almost 6 Million Viewers (Memento vom 23. Juli 2015 im Internet Archive)
3. ↑  ’Victorious’-Star Victoria Justice entdeckt ihre tierische, haarige Seite in „Werwolf wider Willen“ (Memento vom 24. September 2011 im Internet Archive)